# Glabridin
Glabridin ist eine chemische Verbindung, die in der Wurzel von Süßholz (Glycyrrhiza glabra) vorkommt. Es gehört zu den Flavonoiden.

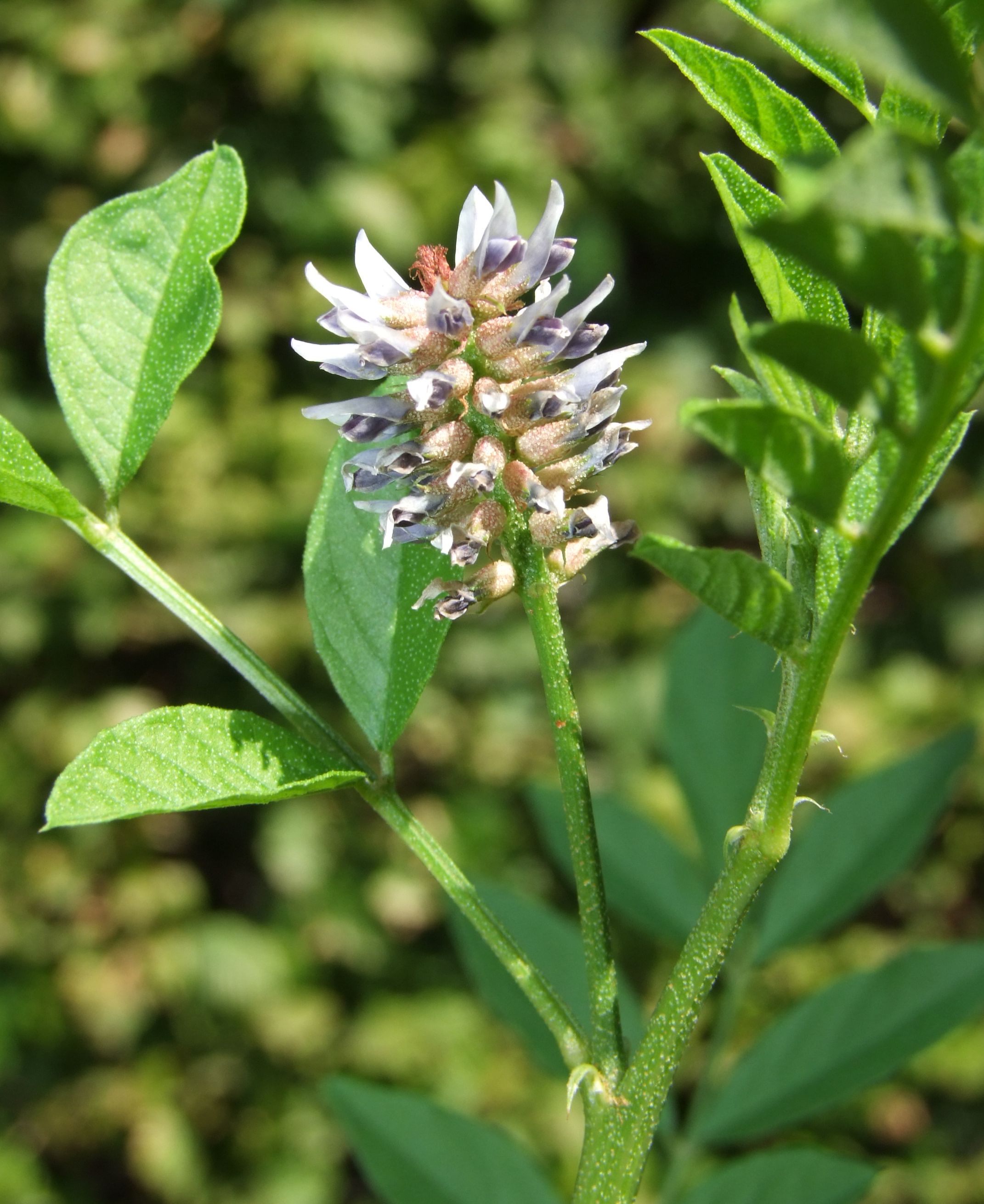
Blütenstand vom Süßholz (Glycyrrhiza glabra)

Glabridin werden antioxidative und östrogenartige Wirkungen zugeschrieben.
Kosmetisch wird Glabridin als Bleichmittel gegen Pigmentflecken eingesetzt. Es ist ferner Bestandteil eines öligen Flavonoidextrakts aus der Süßholzwurzel („Glavonoid“), der als Lebensmittelzutat funktionellen Lebensmitteln oder Nahrungsergänzungsmitteln zur Gewichtsreduktion zugesetzt wird.